# Новая Зеландия в Первой мировой войне

Патриотическая почтовая открытка
Английский колониальный бульдог в боевой татуировке маори

Новая Зеландия вступила в Первую мировую войну одновременно с Великобританией, которая объявила войну Германии 4 августа 1914 года.
Несмотря на географическую отдалённость от Европы и малочисленность населения, Новая Зеландия приняла активное участие в боевых действиях. Около 103 000 новозеландских военнослужащих приняли участие в войне. 16697 человек были убиты, 41317 получили ранения. Впервые в составе новозеландской армии в боевых действиях приняли участие представители коренного населения Новой Зеландии — маори.

## Самоа
Первой операцией новозеландских войск в войне стала оккупация колонии Германии в Тихом океане — Самоа. 6 августа 1914 года, новозеландские войска численностью 1413 солдат высадились на Самоа, вместе с австралийскими войсками. Несмотря на то, что Германия отказалась официально сдавать острова, никакого сопротивления союзным войскам не было оказано. Австралийские и новозеландские войска без труда заняли острова, германской колонии.

## Египет, Галлиполи

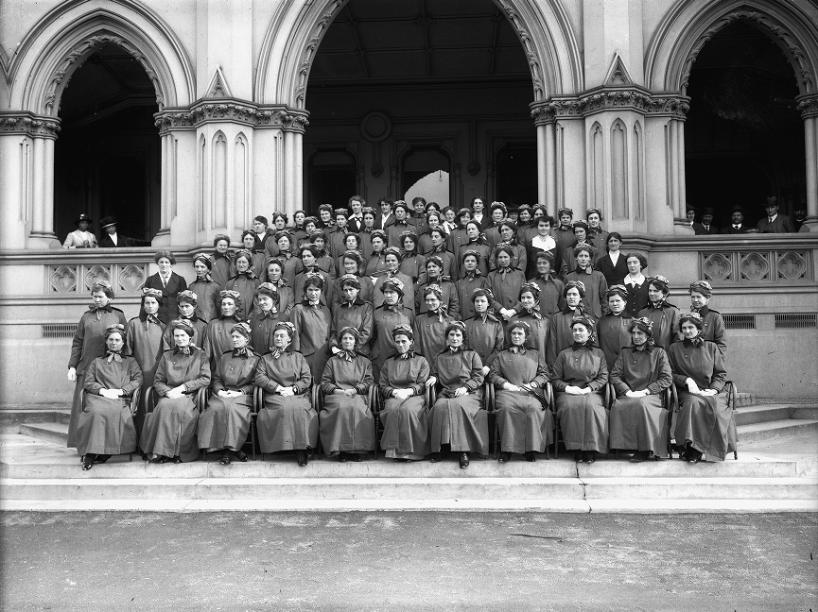
Первые новозеландские военные медсёстры перед отправкой на фронт. 10 июля 1915

В октябре 1914 года первая партия новозеландских военнослужащих отправилась из Веллингтона на Западный фронт. Однако из-за того, что турецкая армия неожиданно начала наступление в Египте, было принято решение высадить новозеландцев в районе Суэцкого канала, где они приняли участие в отражении турецкого наступления в феврале 1915 года.
После операций в Египте, новозеландские войска также приняли участие в десантной Дарданелльской операции в апреле 1915 года. Вместе с английскими, австралийскими, французскими подразделениями, новозеландцы 25 апреля 1915 года высадились на полуострове Галлиполи, Служба медицинских сестёр Вооружённых сил Новой Зеландии, состоявшая из женщин-добровольцев, последовала за солдатами летом того же года. Новозеландские войска участвовали в боях с турецкой армией, однако вскоре было принято решение прекратить Дарданнельскую операцию из-за больших потерь союзных войск. Вскоре союзные войска были эвакуированы из Галлиполи, а австралийские и новозеландские войска потерпели первое крупное поражение в своей истории.

## Палестинская кампания
Затем новозеландские войска были направлены в Палестину для борьбы с турецкими войсками. Новозеландские дивизии провели ряд успешных операций на Ближнем Востоке, участвовали в штурме Иерусалима и других значимых операциях британских войск. Во время боевых действий в Палестине новозеландские войска насчитывали около 17 700 человек, 640 из них были убиты, 1146 ранены.

## Западный фронт

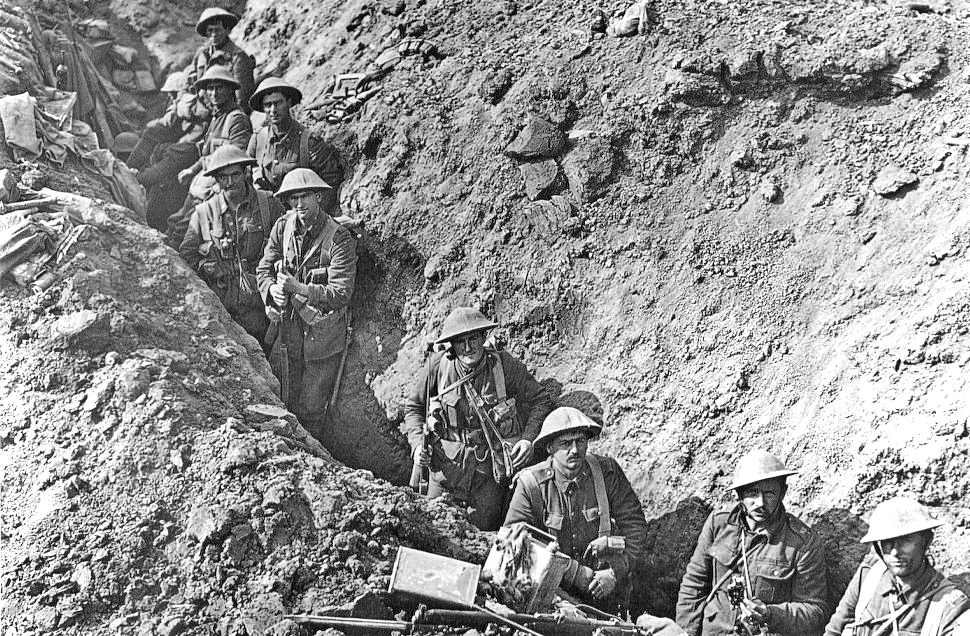
Новозеландские войска на Западном фронте. Сентябрь 1916 года

Также новозеландские части были направлены на Западный фронт где сражались против германских войск. Новозеландские подразделения отличились при захвате германских позиций у Мессин, также новозеландские войска активно участвовали в сражении при Пашендейле. Новозеландские войска отлично проявили себя во время весеннего наступления германских войск, прочно заняв оборону у города Амьен.
За всё время боевых действий на Западном фронте новозеландцам удалось захватить в плен 2000 немецких солдат и 60 орудий.
После завершения войны, новозеландские войска также вошли в состав оккупационных войск Антанты направленных в Германию. За все время боевых действий на Западном фронте более 13 000 новозеландских солдат и офицеров погибло. 35000 новозеландцев были ранены, а 414 взяты в плен.